# Clon del Humvee (China)

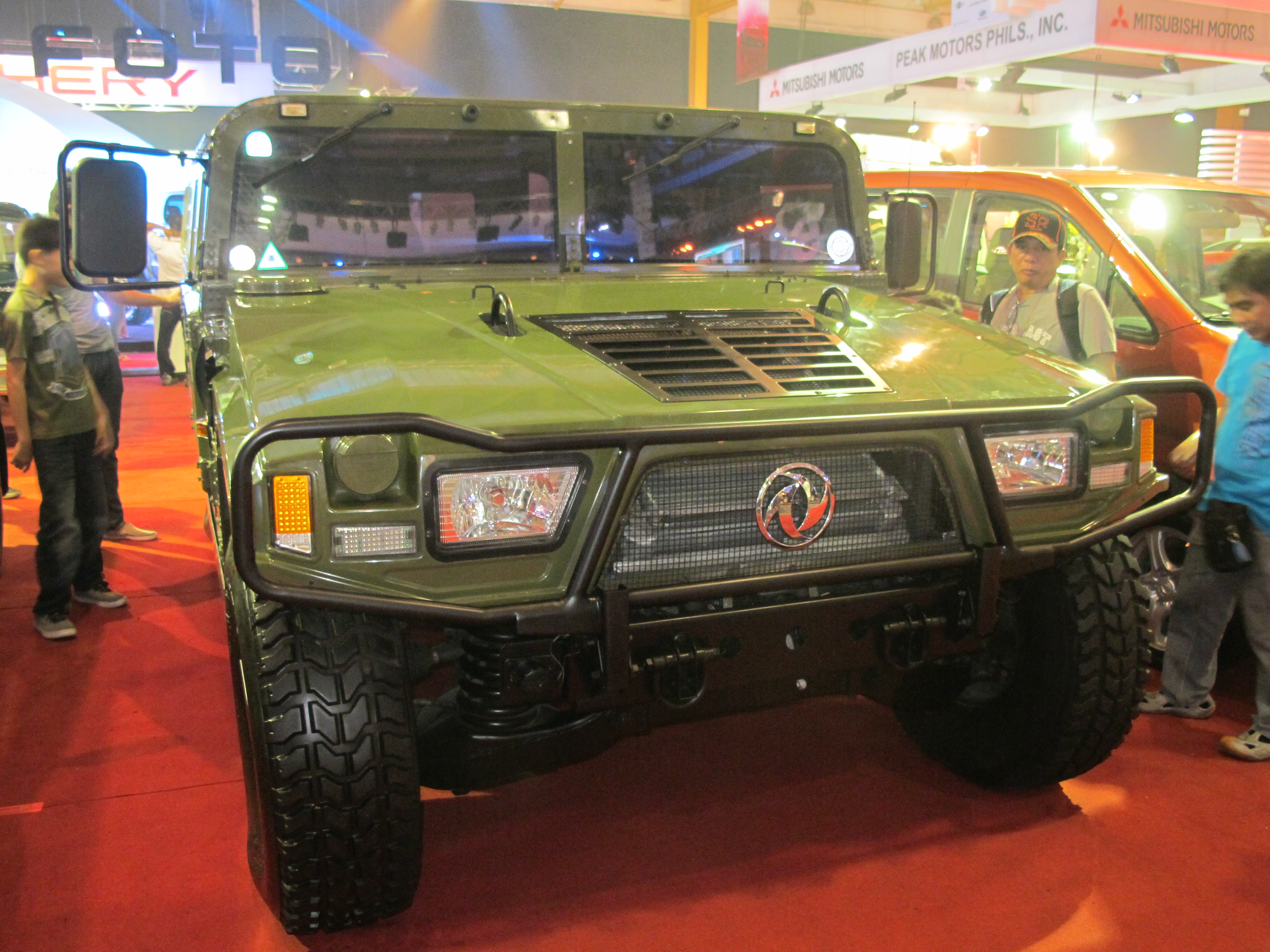
Un Dongfeng (lit. "Eastwind") EQ2050 en el Salón Internacional del Automóvil, Manila, 2013.

Hay tres fabricantes de automóviles chinos que fabrican clones de Humvee. Estas empresas tienen la capacidad de fabricar piezas localmente para estos vehículos tipo Humvee, las cuales se basan en piezas fabricadas e importadas desde los EE. UU., incluido el chasis del Hummer H1 y los motores diésel GM V8 de 6,5 l. Actualmente.

## Variantes

### Dongfeng EQ2050

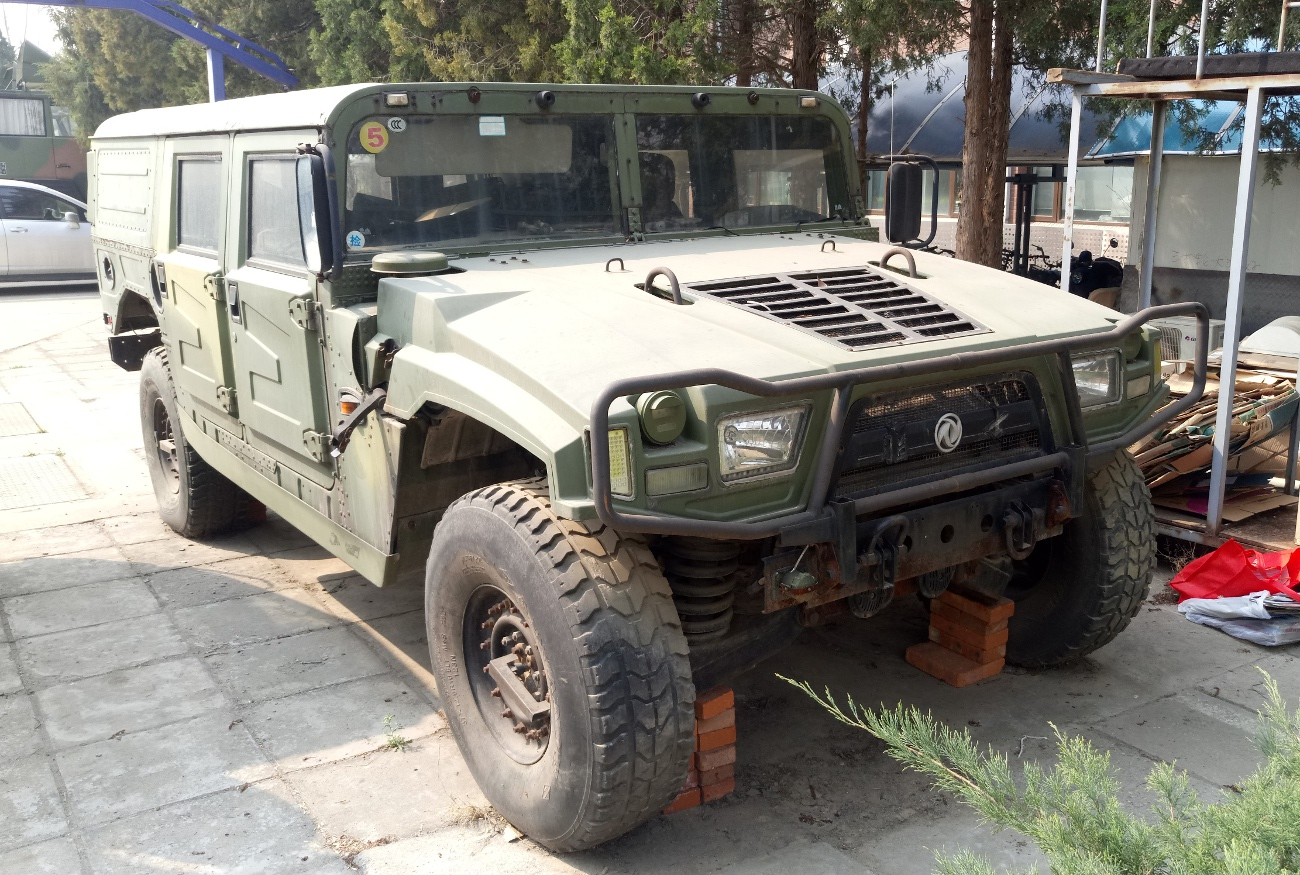

El Dongfeng EQ2050 es un vehículo blindado basado en el Humvee de fabricación china, por la compañía Dongfeng Motor Group para uso gubernamental. Se sabe que la empresa lo vende por 700.000 yuanes (93.000 dólares). El vehículo se creó después de que los funcionarios del Ejército Popular de Liberación (EPL) vieran el Humvee desplegado en la Guerra del Golfo. Aunque el ejército chino lo se utiliza, también se ha exportado a países amigos para empleo militar. El EQ2050 está siendo reemplazado por la nueva clase de vehículos Dongfeng Mengshi.

### Shenyang Aircraft Corporation SFQ2040
En 2002, Shenyang Aircraft Corporation (SAC) reveló su propia copia del Humvee, con el nombre de SFQ2040 LieYing (Falcon). El sistema de misiles de los SAC SFQ2040, es similar al sistema de defensa aérea Avenger montado en HMMWV del Ejército de EE.UU. También destaca el bajo costo del SFQ2040, llegando a ser un tercio menos del Humvee estadounidense debido a que está construido en aluminio. Entre el 2002 y 2003 se fabricaron al menos 38-40  prototipos funcionales. SAC perdió ante DFM, lo que resultó en un intento de crear una versión civil del SFQ2040, pero nunca entró en producción.
A diferencia del EQ2050 que tiene una carrocería de acero, el SAC SFQ2040 tiene un cuerpo de aleación de aluminio, lo que lo hace mucho más liviano y ligero. Utiliza un motor turbodiésel Cummins 4BTAA-92.  Ambos vehículos tienen protección de armadura limitada contra armas de pequeño calibre. Los vehículos pueden equiparse con equipos adicionales como aire acondicionado, GPS, equipo de visión nocturna, radio montada en el vehículo, cabrestante eléctrico y soporte para armas multipropósito.

### Xiaolong XL2060
XL2060L Fierce Dragon de Xiaolong Automotive Technologies Co., Ltd. En octubre de 2008, XAT hizo público los vehículos de su línea de producción. El Ejército Popular de Liberación está realizando ensayos en zonas remotas como el Tíbet  Seguido de pruebas en los desiertos de Dubái. 
El XL2060L se exhibió en la Segunda Exposición Internacional de Tecnología y Equipamiento de Respuesta de Emergencia ante Catástrofes de Pekín.
El vehículo está inspirado por el Humvee y el Unimog. Utiliza un motor diésel Steyr y su costo por unidad oscila entre 87.000 y 146.000 dólares. La producción en masa comenzó a principios de 2012 Y se realiza en el Parque de Alta Tecnología de la Zona de Desarrollo Económico de Longyan en la ciudad de ononima.